# Silene gallinyi
Silene gallinyi là loài thực vật có hoa thuộc họ Cẩm chướng. Loài này được Heuff. ex Rchb. miêu tả khoa học đầu tiên năm 1832.